# Celldweller
Celldweller est un groupe de metal alternatif et rock électronique américain, originaire de New York. Formé en 1999, il s'agit du projet du multi-instrumentiste et remixeur américain Klayton. Sur scène Klayton est accompagné de Bret Autrey, membre de Blue Stahli. Les deux musiciens résident aujourd'hui à Détroit, dans le Michigan.
Le groupe doit essentiellement sa popularité à des titres comme Switchback ou Own Little World, mais aussi à ses nombreuses apparitions musicales dans des films et jeux vidéo à gros budgets comme Assassins Creed (bande annonce uniquement), Dead Rising 2, Need for Speed: Most Wanted ou encore Spider-Man 2,.

## Biographie

### Précurseurs (1992–1999)
Le nom de Celldweller est dérivé du surnom que lui donnait sa mère lorsqu'il était adolescent : Cellar Dweller. Klayton se popularisera au milieu des années 1990 grâce au groupe de metal industriel Circle of Dust. Il jouera aussi dans le supergroupe Argyle Park, sous les pseudonymes Dred, Deathwish, et Celldweller. Après la séparation de Circle of Dust, Klayton publie une compilation de chansons de Circle of Dust à titre posthume, intitulée Disengage, et un album pour son nouveau projet, Angeldust, dont le nom s'inspire de l'illusionniste Criss Angel. Ces deux albums démontrent la proximité de Klayton pour le metal industriel qui s'accompagne d'éléments de rock industriel électronique plus orienté vers l'instrumentation électronique et vers la mélodie. Ce changement définira le futur style musical de Celldweller. Klayton se lance dans la réalisation de chansons pour le projet Celldweller en 1998/1999 et publie un EP en édition limitée des trois premières démos de Celldweller, et deux chansons solos trance. Klayton et Criss Angel se séparent en 2000, permettant ainsi à Klayton de se consacrer à Celldweller.

### Celldweller(1999–2004)
Klayton collabore avec le producteur Grant Mohrman (ex-Leaderdogs for the Blind) sur le premier album, Celldweller, annoncé pour février 2001. Cependant, plusieurs imprévus feront repousser la date de sortie. À cette période, Klayton continue à tenir les fans informés sur son site web et par e-mail puis, en 2001, publie la chanson Symbiont. Huit remixes sont sélectionnés et publiés sur mp3.com.
Leur premier album, éponyme, est publié au début de 2003 et atteint la 17e place du Billboard's Internet Sales Chart. Celldweller fait participer le batteur de Taproot, Jarrod Montague. En 2004, l'album est récompensé à sept reprises aux Just Plain Folks Music Awards, dans les catégories « « album de l'année », « producteur de l'année », « album industriel de l'année », « chanson metal de l'année » (One Good Reason) et « meilleure chanson rock » (Switchback). Toujours en 2004, Klayton publie un double-album intitulé The Beta Cessions. Le premier disque comprend une version réenregistrée de la chanson de Circle of Dust, Goodbye, des versions alternatives de Switchback, les chansons de Klayton issues de l'EP Celldweller, et des démos des premières chansons sur Celldweller. Le second disque comprend leur premier album en version instrumentale, dont certains edits.
Durant les années qui suivent la sortie de Celldweller, de nombreux EP remixes sont publiés, culminant dans la conception de la Take It and Break It Celldweller Remix Competition en 2006. En 2008, la Celldweller Remix Competition est rebaptisée FiXT Remix Competition durant laquelle les fans, remixeurs, et musiciens de tous bords peuvent remixer des chansons de Celldweller et d'autres artistes du label FiXT Music.
En décembre 2008, Klayton publie Soundtrack for the Voices in My Head Vol. 01.

### Wish Upon a Blackstar(2004–2012)
L'écriture et l'enregistrement du deuxième album de Celldweller sont lancés en 2004,. À l'origine prévu pour l'été 2006, l'album est repoussé à plusieurs reprises. En mars 2009, Klayton annonce le titre de l'album Wish Upon a Blackstar. En avril 2009, Klayton révèle la liste des chansons de Wish Upon a Blackstar, et annonce un second volet de The Beta Cessions. Pendant l'enregistrement de Wish Upon a Blackstar, Klayton commence à travailler sur une suite de Soundtrack for the Voices in My Head Vol. 01, Soundtrack for the Voices in My Head Vol. 02.
Hormis Wish Upon a Blackstar et SVH Vol. 02, Celldweller est sur d'autres fronts. Il participe à l'album Blue Stahli, à la bande son du jeu vidéo Dead Rising 2 (Xbox 360 et PlayStation 3) avec la chanson Kill the Sound et publie plusieurs chansons inédites de Celldweller, et remixe des chansons pour BT et Jes Brieden (JES).
Klayton confirme en avril 2010 une future tournée de Celldweller. Le groupe comprend Klayton et Blue Stahli. Ils jouent au Triton Fest de New York, au Dragonco à Atlanta, en Géorgie, et à l'EBM Fest à Toronto. En novembre 2010, Klayton annonce de nouvelles chansons live. Un premier album, Cellout EP 01, est publié sur iTunes le 25 janvier 2011. Le 24 novembre 2011, Klayton annonce la sortie de Wish Upon a Blackstar le 27 mars 2012.
La deuxième chapitre de Soundtrack for the Voices in My Head Vol. 02 est publié le 14 février 2012. La version .mp3 de l'album Live Upon a Blackstar est publiée le 26 mars 2012. Le 12 juin 2012, Wish Upon a Blackstar est publié en parallèle au DVD Blu-ray Live Upon a Blackstar. Le 16 juillet 2012, une nouvelle chanson vocale, Tough Guy, est publiée sur dubstep.net.

### BlackstaretEnd of an Empire(2013 - 2015)

logo

Le 11 février 2013, qui marque le dixième anniversaire du premier album de Celldweller, Klayton annonce travailler sur une réédition de l'album, accompagnée d'une édition de luxe en mai. Le 1er mai 2013, Klayton poste une vidéo dans laquelle il annonce que la réédition sera disponible en précommande sur FiXT. La réédition est publiée le 10 juin 2013.
Le 29 mars 2013, il publie une chanson inédite intitulée Younger, avec Kenzie. La chanson était écrite il y a quatre ans
Le 25 juin 2013, The Complete Cellout Vol. 01 Instrumentals, qui comprend les versions instrumentales des chansons issues de The Complete Cellout Vol. 01, est publié. Klayton annonce sa participation à l'album New Demons de I See Stars, et à la bande-son du jeu vidéo Dead Rising 3. Klayton publie aussi deux chansons avec James Dooley, intitulées Black Sun et Rise from the Underworld. Black Sun apparait dans le film I, Frankenstein. En février 2013, Klayton annonçait un ouvrage intitulé Blackstar, inspiré de son album Wish Upon a Blackstar. Le premier acte est publié le 3 décembre 2013. Soundtrack for the Voices in My Head Vol. 03 est annoncé.
Le 22 novembre 2013, Celldweller publie l'EP Zombie Killer, qui comprend la bande-son du jeu Dead Rising 3,. Le 6 décembre 2013, Celldweller publie le clip de Unshakable. En février 2014, Celldweller annonce Sonix Producer Pack Vol. I, qui sera publié le 11 février 2014. Le second acte de Blackstar, Blackstar Act Two: Awakening, est publié le 3 juin 2014. Le 18 mars 2014, il annonce un autre album pour la même année.
En août 2015, Celldweller annonce sa participation à la bande-son du jeu Killer Instinct: Season Three, prévu pour le 29 mars 2016, avec Atlas Plug. Le 2 septembre 2015, Celldweller annonce la date du dernier album, End of an Empire, au 6 novembre 2015.

### Space and TimeetOffworld(2016 - 2017)
Le 12 avril 2016, Celldweller publie un album contenant des remixs de son EP de 2012 Space and Time. La plupart des remixs ont été produits par des artistes populaires tels que KJ Sawka, Zardonic et Kaftyr, entre autres.
Le quatrième album (et septième album en tout), Offworld est publié le 28 juillet 2017, contenant 11 chansons (dont une est un remix de "Awakening With You" de Ulrich Schnauss. Les chansons contrastent avec les précédentes qui alliaient des rythmes et guitares agressives, contenant des variations plus légères des instruments et des tempos plus faibles. Il atteint la 17e place du Heatseekers Album Chart de Billboard, et la 35e place des Independent Albums toujours de Billboard.

### Satellites(2020)
Le 20 février 2019, Celldweller a publié un nouveau single du 5e album à venir, Satellites, appelé "My Desintegration". L'album contiendra aussi le single publié précédemment "Electric Eye", ainsi que le dernier single "Into the Void".